# خانه امن (سرپناه محرمانه)

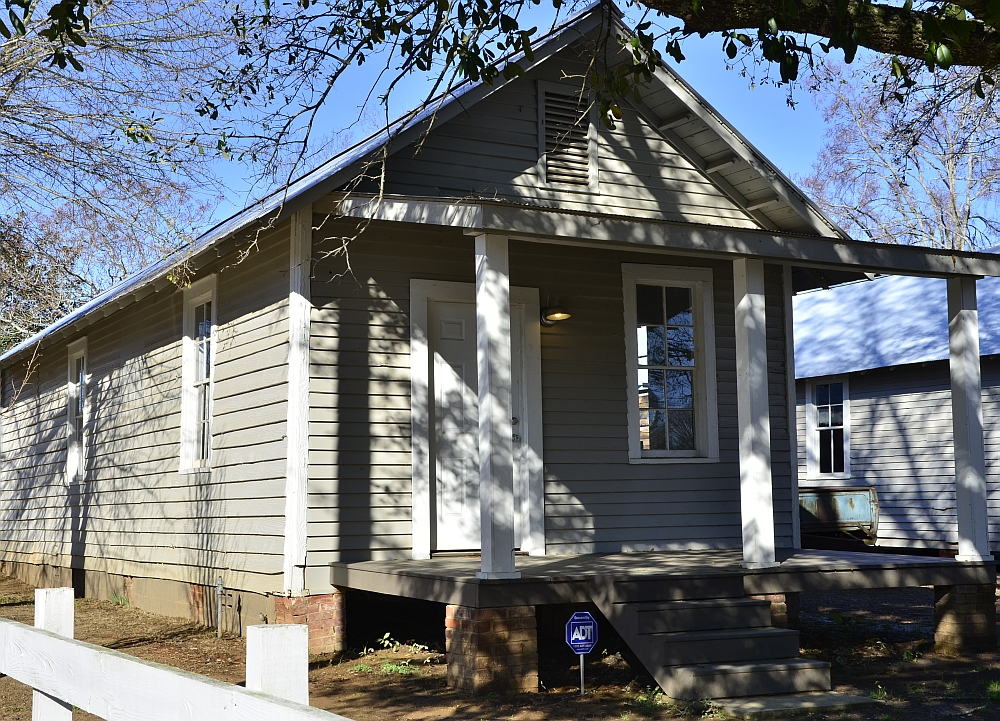
خانه‌ای که مارتین لوتر کینگ جونیور در سال ۱۹۶۸ در آن پنهان شد. اکنون موزهٔ خانهٔ امن است. گرینزبورو در آلاباما، ایالات متحده آمریکا

خانهٔ امن یا شلتر یا سرپناه، مکانی است که عمدتاً نه با هدفِ سکونت، بلکه به منظورِ پناه گرفتن با اهدافِ محرمانه استفاده می‌شود. گاهی نیز برای پناه گرفتن افراد از عواملی که برای آنها خطرساز هستند مانند خشونت خانگی، مزاحمان، اسکانِ موقتِ شاهدان یا فرار از دست قانون استفاده می‌شود.
خانه امن در لایحه تأمین امنیت زنان در ایران نیز اشاره شده که مفهومِ آن کاملاً با مفهوم شلتر یا سرپناه در غرب متفاوت است.
از سوی دیگر، خانه یا آپارتمان‌هایی که توسط سرویس‌های مخفی اجاره می‌شوند، در صورتی که هدف آنها مشاهده و رصدِ مظنونین یا محل‌هایی برای عملیات ویژه باشد نیز به این عنوان خوانده می‌شوند.

## مقالات وابسته
- خانه امن